# A Cheng
A Cheng oder Ah Cheng (chinesisch 阿城, Pinyin Āchéng, * 6. April 1949 in Peking) ist das Pseudonym des chinesischen Schriftstellers und Drehbuchautors Zhong Acheng (鍾阿城 / 钟阿城,  Zhōng Āchéng,  Chung A-ch’eng). Er gilt als Vertreter der Xungen-Literatur.

## Leben
A Cheng wurde am 6. April 1949 als Sohn des Filmtheoretikers Zhong Dianfei geboren. Dieser veröffentlichte während der Hundert-Blumen-Bewegung einen Artikel, in dem er das Eingreifen der Politik und der Bürokratie in das Filmschaffen kritisierte. Hierauf wurde er nach Tangshan als Umerziehungsmaßnahme geschickt und 1960 rehabilitiert. In diesem Jahr begann A Cheng das Gymnasium in Peking zu besuchen. Zu seinen Klassenkameraden zählten der spätere Dichter Bei Dao und der Regisseur Chen Kaige.
Seine Schulbildung wurde jedoch durch die Kulturrevolution 1966 unterbrochen, in deren Folge seine Eltern aufs Land deportiert wurden. Er selbst wurde zunächst nach Shanxi geschickt, bat jedoch von dort in die Innere Mongolei geschickt zu werden, um dort Landschaft zeichnen zu können. Kurze Zeit später wünschte er aber nach Yunnan aufgrund der Schönheit der dortigen Landschaft gebracht zu werden, wo er bis 1979 verblieb.
In diesem Jahr ermöglichte der Künstler Fan Zeng A Cheng die Rückkehr nach Peking, nachdem er seine Leidenschaft für das Zeichnen in Yunnan entdeckt hatte. Nach seiner Rückkehr begann A Cheng seine Tätigkeit als Layouter und Illustrator in der Zeitschrift Shijie tushu und verkehrte in Künstlerkreisen.
Nach dem Erfolg seines ersten Romans Schachkönig im Jahre 1984 kündigte er und widmete sich gänzlich dem Verfassen von Drehbüchern und Filmadaptationen. Hier begann seine Zusammenarbeit mit dem Regisseur Teng Wenji. 1985 veröffentlichte er die zwei Romane Baumkönig sowie Kinderkönig und die Novellensammlung Schachkönig. 1986 folgte die Publikation mehrerer Kurztexte unter dem Titel Biandi fengliu.
1987 emigrierte A Cheng in die USA, wohin er für Universitätsvorlesungen eingeladen wurde. Er publizierte in den folgenden Jahren regelmäßig für die Zeitschrift Jiushi niandai.

## Drehbücher
- Painted Skin (画皮之阴阳法王,  Huà Pí zhī Yīnyáng Fǎwáng, 1993)
- Springtime in a Small Town (小城之春,  Xiǎochéng zhī chūn, 2002)
- The Go Master (吴清源,  Wú Qīngyuán, 2006) über Wu Qingyuan aka Go Seigen
- The Assassin (刺客聂隐娘,  Cìkè Niè Yǐnniáng, 2015)

## Romane
- Schachkönig (棋王,  qíwáng), 1984
- Baumkönig (树王,  shùwáng), 1985
- Kinderkönig (孩子王,  háizi wáng), 1985

## Übersetzungen
- Ah Cheng: Three Kings, trans. and introd. by Bonnie McDougall. Collins Hrvill 1990
- A Cheng: Baumkönig – Kinderkönig – Schachkönig. Erzählungen aus China. Übers. von Anja Gleboff, Dortmund : Projekt-Verlag, 1996